# (874) Rotraut
(874) Rotraut es un asteroide perteneciente al cinturón de asteroides descubierto el 25 de mayo de 1917 por Maximilian Franz Wolf desde el observatorio de Heidelberg-Königstuhl, Alemania.
Está posiblemente nombrado por el poema Schön Rotraut del escritor alemán Eduard Mörike (1804-1875).